# مزامیر سلیمان
مزامیر سلیمان (انگلیسی: Psalms of Solomon) یکی از کتاب‌های آخرالزمانی (اسفار مشکوک)، مجموعه‌ای متشکل از هجده مزامیر (آواز یا اشعار مذهبی) است که در قرن اول یا دوم پیش از میلاد سروده شده‌است که بخشی از هیچ حکم کتاب مقدس فعلی نیست. (اما در نسخه‌هایی از پشیطا و هفتادگانی یافت می‌شوند.